# NGC 3835
NGC 3835 (другие обозначения — UGC 6703, MCG 10-17-55, ZWG 292.21, IRAS11413+6023, PGC 36493) — спиральная галактика в созвездии Большой Медведицы. Открыта Джоном Гершелем в 1831 году.
Галактика не взаимодействует с соседними объектами (является изолированной) и обладает слабой эмиссией в линии H-альфа. Может считаться обычной нормальной спиральной галактикой. В галактике наблюдался гамма-всплеск GRB 060319, причиной которого может быть разрушение планеты под воздействием приливными силами компактного объекта. Излучение наблюдалось в течение 20 суток в 2006 году, вспышка произошла на угловом расстоянии в 3 угловых минуты от центра галактики.
Этот объект входит в число перечисленных в оригинальной редакции «Нового общего каталога».